# Thyasira granulosa
Thyasira granulosa är en musselart som beskrevs av di Monterosato 1874. Thyasira granulosa ingår i släktet Thyasira och familjen Thyasiridae. Inga underarter finns listade i Catalogue of Life.